# Дисплей

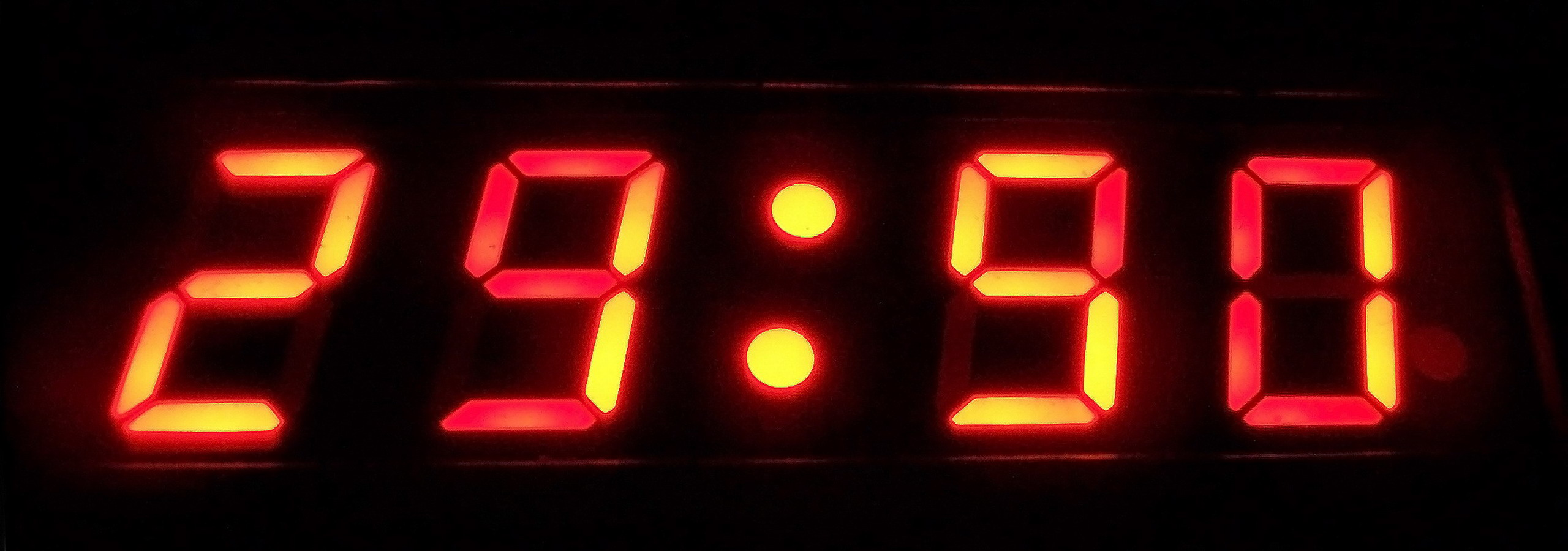
Цифровий сегментний індикатор електронного годинника.

Дисплей (від англ. display — «показувати») — електронний засіб для відтворювання графічної й алфавітно-цифрової інформації. Дисплеї комп'ютерів зазвичай називають моніторами.
Дисплеї служать для передавання інформації від електронного пристрою до людини. Їх широко використовують у вимірювальних приладах, електронних годинниках, термометрах, калькуляторах, мобільних телефонах тощо.

## Сегментні індикатори
Деякі дисплеї здатні відображати лише цифри та деякі буквені символи. Такі дисплеї називаються сегментними індикаторами, оскільки вони складаються з декількох сегментів, комбінація станів яких (увімкнений чи вимкнений) дозволяє відобразити бажаний символ (гліф). Як сегменти зазвичай використовують світлодіоди або рідкі кристали.

## Сенсорні дисплеї
В даний час набули поширення сенсорні дисплеї, вони бувають декількох видів:
- Резистивні
- Проєкційно-ємнісні
- Поверхнево-ємнісні
- Дисплеї на поверхнево-акустичних хвилях
- Сенсорно-скануючі